# Бродоградилиште Виктор Ленац
Бродоградилиште Виктор Ленац се налази у Хрватској, у општини Кострена, источном предграђу града Ријеке и данас је једно од највећих ремонтних бродоградилишта на Средоземном мору. Основано је 1896. године под именом „Лазарус“, као бродоградилиште за поправак аустроугарских и италијанских трговинских и рибарских бродова. Од 1948. године носи име по Виктору Ленцу, народном хероју, који је као металски радник радио у бродоградилишту.